# Liste der Biografien/Brans
Liste der Biografien |
Portal Biografien |
Personensuche
# |
A |
B |
C |
D |
E |
F |
G |
H |
I |
J |
K |
L |
M |
N |
O |
P |
Q |
R |
S |
T |
U |
V |
W |
X |
Y |
Z |
?
 
Ba |
Be |
Bd |
Bg |
Bh |
Bi |
Bj |
Bl |
Bm |
Bn |
Bo |
Br |
Bs |
Bu |
Bw |
By |
Bz
 
Bra |
Brc |
Brd |
Bre |
Brg |
Bri |
Brj |
Brk |
Brl |
Brn |
Bro |
Brp–Brt |
Bru |
Brv |
Bry |
Brz
 
Braa |
Brab |
Brac |
Brad |
Brae |
Braf |
Brag |
Brah |
Brai |
Braj |
Brak |
Bral |
Bram |
Bran |
Brao |
Braq |
Brar |
Bras |
Brat |
Brau |
Brav |
Braw |
Brax |
Bray |
Braz
 
Brana |
Branc |
Brand |
Brane |
Branf |
Brang |
Branh |
Brani |
Brank |
Branl |
Brann |
Brano |
Branq |
Brans |
Brant |
Brany |
Branz
Die Liste der Biografien führt alle Personen auf, die in der deutschsprachigen Wikipedia einen Artikel haben. Dieses ist eine Teilliste mit 24 Einträgen von Personen, deren Namen mit den Buchstaben „Brans“ beginnt.

## Brans
- Brans, Carl H. (* 1935), US-amerikanischer Physiker
- Brans, Werner (1929–2007), deutscher Pädagoge und Politiker (FDP), MdL

### Bransc
- Bransch, Bernd (1944–2022), deutscher Fußballspieler
- Branscheid, Karl (1863–1915), Bürgermeister verschiedener Gemeinden in Nordrhein-Westfalen
- Branscomb, Lewis M. (1926–2023), US-amerikanischer Physiker, Wissenschaftspolitiker und Industriemanager
- Branscombe, Lily (1878–1970), neuseeländische Bühnen- und Filmschauspielerin
- Branscombe, Peter (1929–2008), englischer Germanist und besonderer Kenner der österreichischen Kulturgeschichte

### Bransd
- Bransdal, Torhild (1956–2022), norwegische Politikerin

### Branse
- Bransen, Walter (1886–1941), deutscher Komponist
- Branser, Marie (* 1992), deutsche Judoka, für den Kongo und Guinea startend

### Bransf
- Bransfield, Edward (1785–1852), irisch-britischer Seefahrer und Forscher
- Bransfield, Michael Joseph (* 1943), US-amerikanischer Geistlicher, emeritierter römisch-katholischer Bischof von Wheeling-Charleston
- Bransford, Jennifer (* 1968), US-amerikanische Schauspielerin

### Branso
- Branson, Brad (* 1958), US-amerikanisch-spanischer Basketballspieler
- Branson, Carl (1906–1975), US-amerikanischer Geologe und Paläontologe
- Branson, Don (1920–1966), US-amerikanischer Autorennfahrer
- Branson, Henry Clay (1904–1981), US-amerikanischer Schriftsteller und Bibliothekar
- Branson, Herman (1914–1995), US-amerikanischer Physiker und Chemiker
- Branson, Mark (* 1968), britisch-schweizerischer Finanzmarktexperte und ehemaliger Bankmanager
- Branson, Richard (* 1950), britischer UnternehmerRichard Branson (* 1950)

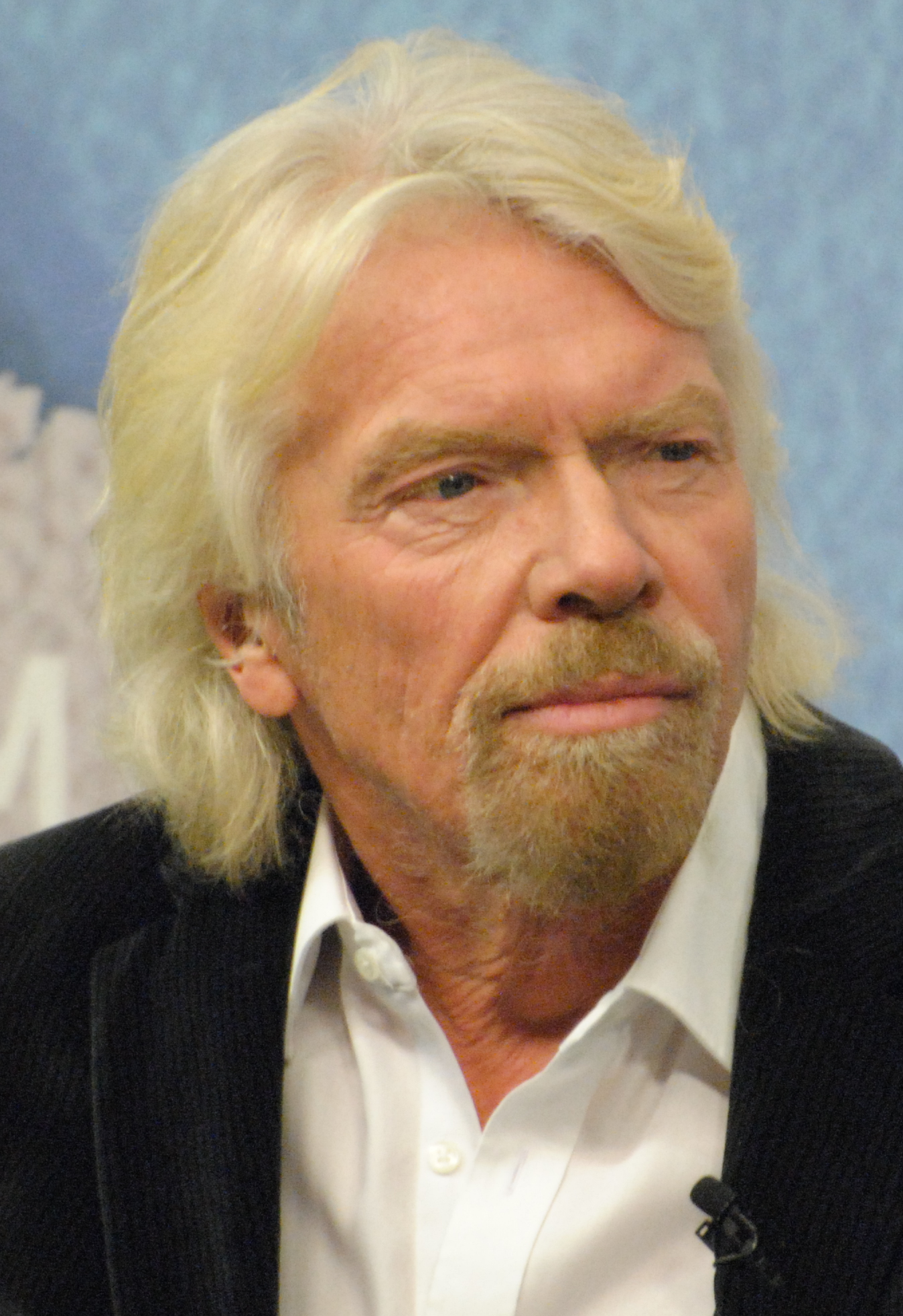
Richard Branson (* 1950)

### Branss
- Branss, Truck (1926–2005), deutscher Rundfunk- und Fernsehregisseur

### Branst
- Branstad, Terry E. (* 1946), US-amerikanischer Politiker (Republikanische Partei)
- Branstine, Carson (* 2000), US-amerikanisch-kanadische Tennisspielerin
- Branstner, Gerhard (1927–2008), deutscher Schriftsteller